# Cratere Al-Kuz
Al-Kuz è un cratere sulla superficie di Encelado.